# Hans Julius Zassenhaus

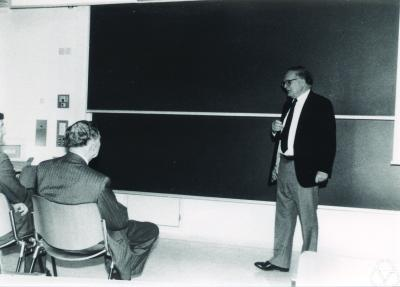
Hans Julius Zassenhaus (1987)

Hans Julius Zassenhaus (* 28. Mai 1912 in Koblenz; † 21. November 1991 in Columbus, Ohio) war ein deutscher Mathematiker, berühmt durch Arbeiten zur Algebra und als Pionier der Computeralgebra.

## Leben

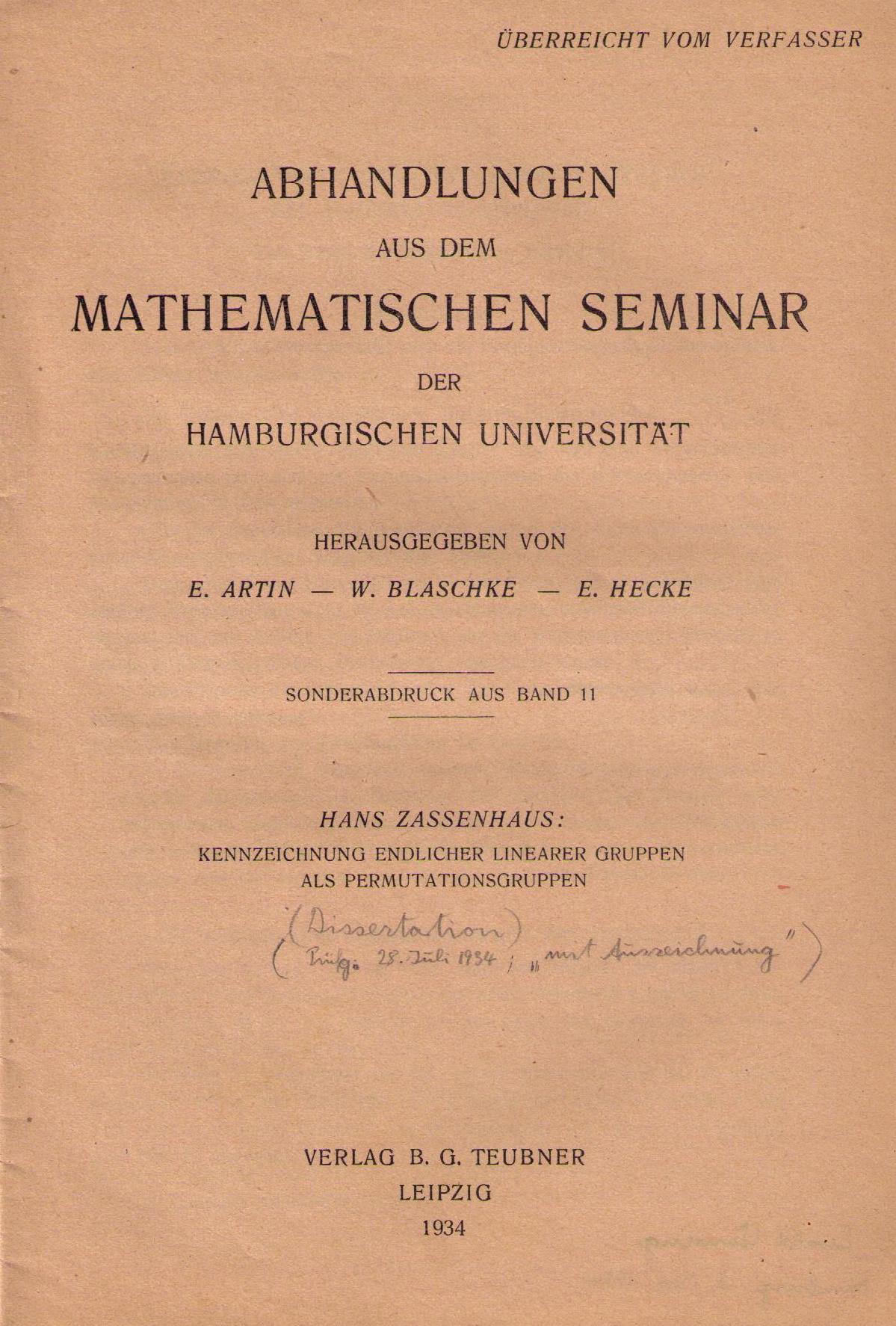
Titelblatt der Dissertation aus dem Jahr 1934 (Sonderdruck der Zeitschrift)

Zassenhaus war Rheinländer aus Koblenz, die Familie zog aber 1916 nach Hamburg um. Seinen ursprünglichen Wunsch, Physiker zu werden, verwarf er und wurde stattdessen Student von Erich Hecke und Emil Artin in Hamburg, bei dem er 1934 seine Doktorarbeit mit dem Titel Kennzeichnung endlicher linearer Gruppen als Permutations-Gruppen schrieb. Darin führte er Permutationsgruppen ein, die „Zassenhaus-Gruppen“, die eine wichtige Rolle in der späteren Klassifikation der endlichen einfachen Gruppen spielen (Arbeiten von Suzuki u. a.). Im gleichen Jahr veröffentlichte er einen neuen Beweis des Satzes von Jordan-Hölder in der Gruppentheorie (mit einem nach ihm benannten Lemma). Auch der gruppentheoretische Satz von Schur-Zassenhaus ist mit seinem Namen verbunden.
1934 bis 1936 war er an der Universität Rostock, wo er sein Gruppentheorie-Lehrbuch schrieb, wie van der Waerden in seiner Algebra nach Vorlesungen von Emil Artin. 1936 habilitierte er sich als Artins Assistent in Hamburg mit einer Arbeit über Lieringe über Körpern mit Primzahlcharakteristik (modulare Liealgebren). Während des Zweiten Weltkrieges arbeitete er neben seiner Universitätsarbeit in der Marine für die Wettervorhersage (und nicht, wie eigentlich naheliegend, in der Kryptographie) und war am Widerstand beteiligt.
1943 wurde ihm eine Professur in Bonn angeboten, die er aber ablehnte – er bat, die Entscheidung „bis nach dem Krieg“ zu verschieben. 1948/49 war er in Glasgow, und danach von 1949 bis 1959 war er Professor an der McGill University in Montreal. Anschließend arbeitete er fünf Jahre lang an der University of Notre Dame und wechselte 1964 an die Ohio State University, wo er bis zu seiner Emeritierung blieb.
Er entwickelte mehrere Algorithmen in der Algebra und der algebraischen Zahlentheorie (Berechnung von Klassengruppen, Galoisgruppen, Einheiten u. a.). Nach ihm benannt wurde der Zassenhaus-Algorithmus zur Bestimmung von Schnitt- und Summenbasen von zwei Teilräumen in der Linearen Algebra. Er war ein Pionier in der Anwendung von Computern in den 1960er Jahren (teilweise in Zusammenarbeit mit Olga Taussky-Todd).
Er kehrte später noch mehrmals zur anfangs von ihm studierten theoretischen Physik zurück, so in einer Reihe von Arbeiten mit Jiří Patera und Pavel Winternitz über die Untergruppen-Struktur in der Physik wichtiger Lie-Gruppen und in Beiträgen zu den Kolloquien Group theoretical methods in physics. Er arbeitete auch über Algorithmen zur Klassifikation kristallographischer Raumgruppen (auch hier ist ein Zassenhaus-Algorithmus nach ihm benannt) und in der Geometrie der Zahlen. Auf mathematisch-historischem Gebiet gab er die Briefe Hermann Minkowskis an David Hilbert heraus und schrieb auch über den mathematischen Gegensatz der beiden, wobei er selbst sich eher in der Folge Minkowskis sah. Zassenhaus machte sich in verschiedenen Aufsätzen auch über pädagogische Fragen Gedanken.
1962 hielt er einen Vortrag auf dem Internationalen Mathematikerkongress in Stockholm (The Lie algebras with a non degenerate trace form, mit Richard E. Block). 1969 war er Gründungsherausgeber des Journal of Number Theory.
Er war der ältere Bruder der Ärztin und Autorin Hiltgunt Zassenhaus. Zassenhaus war seit 1942 verheiratet und hatte drei Kinder.
Sein mathematischer Nachlass wird vom Zentralarchiv für Mathematiker-Nachlässe an der Universitätsbibliothek Göttingen aufbewahrt.

## Schriften
- Lehrbuch der Gruppentheorie. Teubner, Leipzig 1937 (auch engl. Übersetzung, zuerst Chelsea Verlag, 1949)
- Lie algebras and representation theory. Montreal 1981
- mit Michael Pohst: Algorithmic algebraic number theory. Cambridge 1997 (zuerst 1989)
- Rubiks cube – a toy, a Galois tool, group theory for everybody. In: Physica A. Band 114, 1982, S. 629.
- Über die konstruktive Behandlung mathematischer Probleme. Rheinisch-Westfälische Akademie der Wissenschaften 1982
- On the Minkowski-Hilbert dialogue on mathematization. In: Canadian Math. Bull. Band 18, 1975, S. 443.
- How programming difficulties can lead to theoretical advances. In: Proc. Symp. Applied Mathematics. Band 15, 1963, S. 87.
- Experimentelle Mathematik in Forschung und Unterricht. In: Math. Physikal. Semesterberichte. Band 13, 1965, S. 135.
- Methoden und Probleme der modernen Algebra. Jahresbericht DMV 1994, Nr. 1
- Über die Fundamentalkonstruktionen der endlichen Körpertheorie. In: Jb DMV 1968
- Über die Existenz von Primzahlen in arithmetischen Progressionen. In: Comm.Math.Helvetici. 1949
- Über einen Algorithmus zur Bestimmung der Raumgruppen. In: Comm.Math.Helvetici. 1948
- Zassenhaus und Pohst: Über die Berechnung von Klassenzahlen und Klassengruppen algebraischer Zahlkörper. In: Journal für reine und angewandte Mathematik. 1985
- On the fundamental theorem of algebra, American Mathematical Monthly, Band 74, 1967, S. 485. (erhielt den Lester Randolph Ford Award)
- mit Harold Brown, J. Neubüser, H. Wondratschek, R. Bülow Crystallographic groups of four dimensional space, Wiley 1978